# Grundriss der Gesamtwissenschaft des Judentums
Der Grundriß der Gesamtwissenschaft des Judentums war ein enzyklopädisch angelegtes Projekt der Gesellschaft zur Förderung der Wissenschaft des Judentums und erschien in den Jahren 1906 bis 1935  innerhalb von deren Schriftenreihe. 

## Editionsplan
Die Buchreihe war das anspruchsvollste und aufwendigste wissenschaftliche Projekt, das von der 1902 von Martin Philippson, Jakob Guttmann und Leopold Lucas gegründeten Gesellschaft zur Förderung der Wissenschaft des Judentums realisiert wurde. Diesem Ziel diente die Herausgabe wissenschaftlicher Schriften, die Gewährung von Stipendien und die „Schaffung und Subvenzionierung [sic] von Lehrstühlen an jüdischen höheren wissenschaftlichen Lehranstalten“. Seit 1903 stellte die Gesellschaft auch die finanzielle Basis der Monatsschrift für Geschichte und Wissenschaft des Judentums sicher.
Auf der Generalversammlung am 21. April 1903 wurde auf Anregung von Gustav Karpeles der Beschluss gefasst, „einen Grundriss der Wissenschaft des Judentums herauszugeben, der in Einzeldarstellungen das Gesamtgebiet dieser Wissenschaft umfassen soll“. Zugleich sollte der Ertrag der zurückliegenden, fast hundertjährigen wissenschaftlichen Erforschung jüdischer Kultur, Frömmigkeit und Geschichte in einer thematisch strukturierten Sammlung von Monographien gebündelt werden.
Dem Komitee, das die näheren Einzelheiten des Editionsplanes erarbeitete, gehörten der Orientalist und Literaturhistoriker Wilhelm Bacher und der Marburger Philosoph Hermann Cohen an, des Weiteren die Rabbiner Moritz Güdemann, Philipp Bloch, Theodor Kroner (1845–1923; er trug den amtlichen Titel „Oberkirchenrat“), Leopold Lucas und Karpeles selbst. Eine in der Monatsschrift veröffentlichte erste thematische Übersicht teilte mit, dass man übereingekommen sei, „die Anzahl der Monographien zunächst auf 36 festzusetzen, doch sind Ergänzungsbände dabei ausdrücklich vorgesehen“. Die Bände sollten weniger auf Vollständigkeit „des gebotenen Stoffes“ ausgerichtet sein als vielmehr auf dessen „geistige Durchdringung“. Erstrebt wurde eine „zusammenhängende und verständnisvoll geordnete Darstellung, die trotz der streng wissenschaftlichen Grundlage doch zugleich das Interesse der Gebildeten erwerben und diese belehren könne“.
Der Editionsplan von 1903 sah drei Abteilungen vor. Das erste Themenfeld umschloss die systematisch-religionsphilosophische Dimension des Judentums einschließlich der Religionsgeschichte, das zweite die sprach- und literaturgeschichtliche und das dritte das weniger präzise umgrenzte Gebiet der Realien, worunter sowohl Geographie und Numismatik wie auch „die Geschichte der Juden“ fielen. Mit dem Erscheinen zweier Bände rechnete man binnen Jahresfrist (tatsächlich 1906 und 1907), „und auch für die folgenden Jahre ist das Erscheinen mehrerer Bände gesichert.“ Diese Aussage stützte sich darauf, dass am 31. Oktober 1904 mit allen Autoren Verträge geschlossen worden waren, die präzise Bestimmungen über den Zeitpunkt der Manuskriptabgabe enthielten. 
Über das mit dem programmatischen Leitbegriff „Wissenschaft des Judentums“ verbundene wissenschaftlich-kritische Selbstverständnis hinaus waren die Autoren auf keinerlei inhaltliche Vorgaben verpflichtet; sie konnten ihren Beitrag vielmehr in „völliger Freiheit“ gestalten. Dieser Umstand wurde noch einmal betont, indem die Titelseite des ersten erschienenen Bandes folgenden Vermerk trägt: „Die Gesellschaft zur Förderung der Wissenschaft des Judentums überläßt den Herren Autoren die Verantwortung für die in ihren Werken enthaltenen wissenschaftlichen Tatsachen und Ansichten.“

## Ausführung
Die Umsetzung gestaltete sich wesentlich schwieriger als erwartet. Dabei spielten nicht nur äußere Faktoren eine Rolle; es traten auch beim thematischen Zuschnitt und der Mitarbeitergewinnung Probleme auf. Insgesamt erschienen bis 1935 zehn Bände mit zum Teil mehreren Teilbänden. Die Werke gehen weit über eine Darstellung des Forschungsstandes hinaus. Durchweg handelt es sich um eigenständige wissenschaftliche Beiträge. Zu den Autoren gehören führende Repräsentanten der zeitgenössischen Wissenschaft des Judentums, darunter neben Cohen Ismar Elbogen, Kaufmann Kohler und Samuel Krauss. Dessen „Talmudische Archäologie“, Elbogens Gottesdienst- und Kultusgeschichte (zunächst angekündigt als „Liturgik“) oder Güdemanns „Jüdische Apologetik“ sind bahnbrechende Werke gewesen, ebenso Cohens Religionsphilosophie und Albert Lewkowitz’ Geistesgeschichte des Judentums. Caros Beitrag ist überhaupt der erste, der die Sozial- und Wirtschaftsgeschichte der Juden zusammenfassend darstellt. Dabei lehnt der Autor sich eng an Methodik und Durchführung von Adolf Harnacks und Ernst Troeltschs Studien zur Sozialgeschichte des frühen Christentums an. Überhaupt ist die Orientierung der „Grundriss“-Konzeption an der zeitgenössischen protestantischen Theologie in den historischen Bänden ebenso mit Händen zu greifen wie etwa auch in Kohlers „Systematischer Theologie“.
Als Verlag war zunächst die Firma „Calvary & Co.“ in Berlin in Aussicht genommen, mit der auch die ersten Autorenverträge geschlossen wurden. An deren Stelle trat noch 1904 die Firma „Veit & Co.“ in Leipzig. Schließlich erschien der erste Band 1906 bei „Carl Flemming, Verlag, Buch- und Kunstdruckerei“ in Glogau. Der eigentliche „Grundriss“-Verlag war dann die Leipziger „Buchhandlung Gustav Fock“, bei der – bis auf den letzten von 1935 – seit 1907 alle weiteren Titel veröffentlicht wurden. Die Zweitauflagen erschienen im Verlag J. Kauffmann in Frankfurt am Main. 
Bis 1913, als Elbogens Der jüdische Gottesdienst erschien, kamen die Bände bzw. Teilbände in rascher Folge heraus. Dann stockte, kriegsbedingt, die Publikation. 1916 erschien Mahlers „Chronologie“. 1919 wurde der zuvor bereits mehrfach annoncierte Band von Cohen vorgelegt. Zwischen 1922 und 1931 erschienen lediglich Neuauflagen von fünf Bänden. 1935 legte der Marcus-Verlag in Breslau (später übernommen vom Georg Olms Verlag in Hildesheim) mit Lewkowitz' Beitrag den letzten überhaupt erschienenen Band vor, und zwar ohne jeden Hinweis auf den „Grundriss“ oder die Schriften der Gesellschaft zur Förderung der Wissenschaft des Judentums. In den 1960er bis 1980er Jahren hat der Olms-Verlag fast alle Bände nachgedruckt.
Im Laufe der Zeit unterlag die Planung des „Grundrisses“ mehrfachem Wandel. In mehreren Stufen traten historische, insbesondere literarhistorische Themen gegenüber rabbinischen und religionsphilosophischen mehr und mehr in den Vordergrund. Ein „Neuer Plan“, im März 1929 von den Komiteemitgliedern der Gesellschaft vorgelegt, untergliederte die nunmehr auf 44 Bände angewachsene Gesamtreihe in acht Abteilungen: Sprachwissenschaft (2 Bände), Bibelwissenschaft (2), Talmudwissenschaft (3), Geschichte der Juden (5), Geschichtliche Hilfswissenschaften (4), Geschichte des jüdischen Schrifttums (15 Bände!), Religionsgeschichte (8), Systematische Fächer (5). Unter die zuletzt genannte Abteilung fallen die Bände von Kohler, Güdemann, Lewkowitz, Cohen und Elbogen (s. u. „Einzelbände“).

## Einzelbände
Vorbemerkung zur Bandzählung: In den Bänden selbst oder in Katalog- bzw. Werbematerial findet sich keine Zählung. Selbst die bloße Zugehörigkeit zur „Grundriss“-Reihe wird bei den späteren Titeln nur noch durch eine entsprechende Rückenimprägnierung angezeigt, nicht in der Titelblattgestaltung. Eine Ausnahme bildet Kohlers Systematische Theologie des Judentums, die im Titel ausdrücklich als Band 4 des Grundrisses bezeichnet wird. Die hier gegebene Zählung der Bände von 1 bis 10 folgt dem bibliographischen Verzeichnis im alten Zettelkatalog der Universitätsbibliothek Frankfurt am Main.
- Moritz Güdemann: Jüdische Apologetik, Glogau: Flemming 1906. [Band 1]
  - Reprografischer Nachdruck: Hildesheim / Zürich / New York: Olms, 1981.

- Martin Philippson: Neueste Geschichte des jüdischen Volkes. Drei Bände, Leipzig: Fock, 1907 / 1910 / 1911. [Band 2]
  - Neueste Geschichte des jüdischen Volkes. Band 1. Zweite, vermehrte und verbesserte Auflage: Frankfurt am Main: J. Kauffmann, 1922.
  - Neueste Geschichte des jüdischen Volkes. Band 2. Zweite, vermehrte und verbesserte Auflage: Frankfurt am Main: J. Kauffmann, 1930.
- Georg Caro: Sozial- und Wirtschaftsgeschichte der Juden im Mittelalter und in der Neuzeit. Band 1: Das frühere und das hohe Mittelalter, Leipzig: Fock, 1908. [Band 3]
  - Zweite Auflage: Frankfurt am Main: J. Kauffmann, 1924.
  - Reprografischer Nachdruck der zweiten Auflage: Hildesheim: Olms, 1964.
- Kaufmann Kohler: Grundriss einer systematischen Theologie des Judentums auf geschichtlicher Grundlage. Band 4 des „Grundrisses der Gesamtwissenschaft des Judentums“, Leipzig: Fock, 1910.
  - Reprografischer Nachdruck: Hildesheim: Olms, 1979.
- Samuel Krauss: Talmudische Archäologie. Drei Bände, Leipzig: Fock, 1910 / 1911 / 1912. [Band 5]
  - Reprografischer Nachdruck der Ausgabe Leipzig 1910–1912: Hildesheim: Olms, 1966.
- Ismar Elbogen: Der jüdische Gottesdienst in seiner geschichtlichen Entwicklung, Leipzig: Fock, 1913. [Band 6]
  - Der jüdische Gottesdienst in seiner geschichtlichen Entwicklung. Zweite, verbesserte Auflage, Frankfurt am Main: J. Kauffmann, 1924.
  - Der jüdische Gottesdienst in seiner geschichtlichen Entwicklung. Dritte, verbesserte Auflage, Frankfurt am Main: J. Kauffmann, 1931.
  - Der jüdische Gottesdienst in seiner geschichtlichen Entwicklung. Vierte Auflage, Hildesheim: Olms, 1962.
  - Davon Nachdrucke: Hildesheim: Olms, 1967; Hildesheim: Olms, 1995.
  - Jewish liturgy: a comprehensive history. 1. Engl. edition, Philadelphia: Jewish Publ. Society, 1993.
- Eduard Mahler: Handbuch der jüdischen Chronologie, Leipzig: Fock, 1916. [Band 7]
  - Reprographischer Nachdruck: Hildesheim: Olms, 1967.
- Hermann Cohen: Die Religion der Vernunft aus den Quellen des Judentums, Leipzig: Fock, 1919. [Band 8]
  - Parallelausgabe unter dem gleichen Titel, aber ohne Reihentitel: Frankfurt: J. Kauffmann, 1919.
  - Zweite Auflage: Religion [!] der Vernunft aus den Quellen des Judentums. Nach dem Manuskript des Verfassers neu durchgearbeitet und mit einem Nachwort versehen von Bruno Strauss. Mit einem Bilde des Verfassers von Max Liebermann. 2. Auflage, Frankfurt am Main: J. Kauffmann, 1929. (Seit dieser Ausgabe fehlt ein Hinweis auf die Zugehörigkeit zum „Grundriss“.[6])
  - Nachdruck: Köln: Joseph Melzer, 1959 [Parallelausgabe: Darmstadt: Wissenschaftliche Buchgesellschaft, 1959].
  - Davon diverse weitere Nachdrucke: Köln: Melzer, 1966; Wiesbaden: Fourier, 1978; Wiesbaden: Fourier, 1988; Wiesbaden: Fourier, 1995.
  - Religion der Vernunft aus den Quellen des Judentums. Herausgegeben von Bruno Strauss, neu eingeleitet von Ulrich Oelschläger, Wiesbaden: Marix-Verlag 2008.
  - Fremdsprachige Ausgaben:
    - Dat ha-Tevunah mi-Mekorot ha-Yahadut. Translated by Zvi Wislavsky. Edited with notes by Shmuel Hugo Bergmann and Nathan Rotenstreich, Jerusalem:  Mossad Bialik, 1971.
    - Religion of reason out of the sources of Judaism. Translated with an introduction by Simon Kaplan; introductory essays by Leo Strauss, New York: F. Ungar Pub. Co., 1972 [Zweite Auflage: Introductory essays for the 2. ed. by Steven S. Schwarzschild, Atlanta, Ga (USA): Scholars Press, 1995 (Texts and translations series; 7)]
    - Religion de la raison: tirée des sources du judaïsme. Traduction de l'allemand par Marc B. de Launay et Anne Lagny, Paris: Presses universitaires de France, 1994.
    - Religione della ragione dalle fonti dell' ebraismo. Edizione italiana a cura di Andrea Poma; traduzione e note di Pierfrancesco Fiorato, San Paolo: Cinisello Balsamo, 1994 (Classici del pensiero; 3).
- Georg Caro: Sozial- und Wirtschaftsgeschichte der Juden im Mittelalter und in der Neuzeit. Band 2: Das spätere Mittelalter, Leipzig: Fock, 1920. [Band 9]
  - Zweite Auflage: Frankfurt am Main, J. Kauffmann, 1929.
  - Reprografischer Nachdruck der zweiten Auflage: Hildesheim: Olms, 1964.
- Albert Lewkowitz: Das Judentum und die geistigen Strömungen des 19. Jahrhunderts, Breslau: Marcus, 1935. [Band 10; zugleich Band 3 von Lewkowitz' Werk Das Judentum und die geistigen Strömungen (Band 1: Die Renaissance, Breslau: Marcus, 1929; Band 2: Die Aufklärung, Breslau: Marcus, 1929)]
  - Reprografischer Nachdruck: Hildesheim: Olms, 1974.